# Спасск-Рязанский
Спа́сск-Ряза́нский — город (с 1778) в Рязанской области, административный центр Спасского района.
Расположен на левом берегу реки Оки, в 55 километрах к юго-востоку от Рязани, напротив историко-археологического заповедника Старая Рязань. Основан на месте села Спасское, существовавшего с XV века; до 1929 года носил название Спасск.

## История
Село основано в XV веке как вотчина Спасского Зарецкого монастыря. В 1651 году монастырь приписан к Звенигородскому Саввино-Сторожевскому монастырю, затем в 1764 году в ходе секуляризационной реформы упразднён и обращён в приходскую церковь. Тогда же Спасское перестало быть монастырским вотчинным селом и вошло в состав Рязанского уезда Московской губернии.

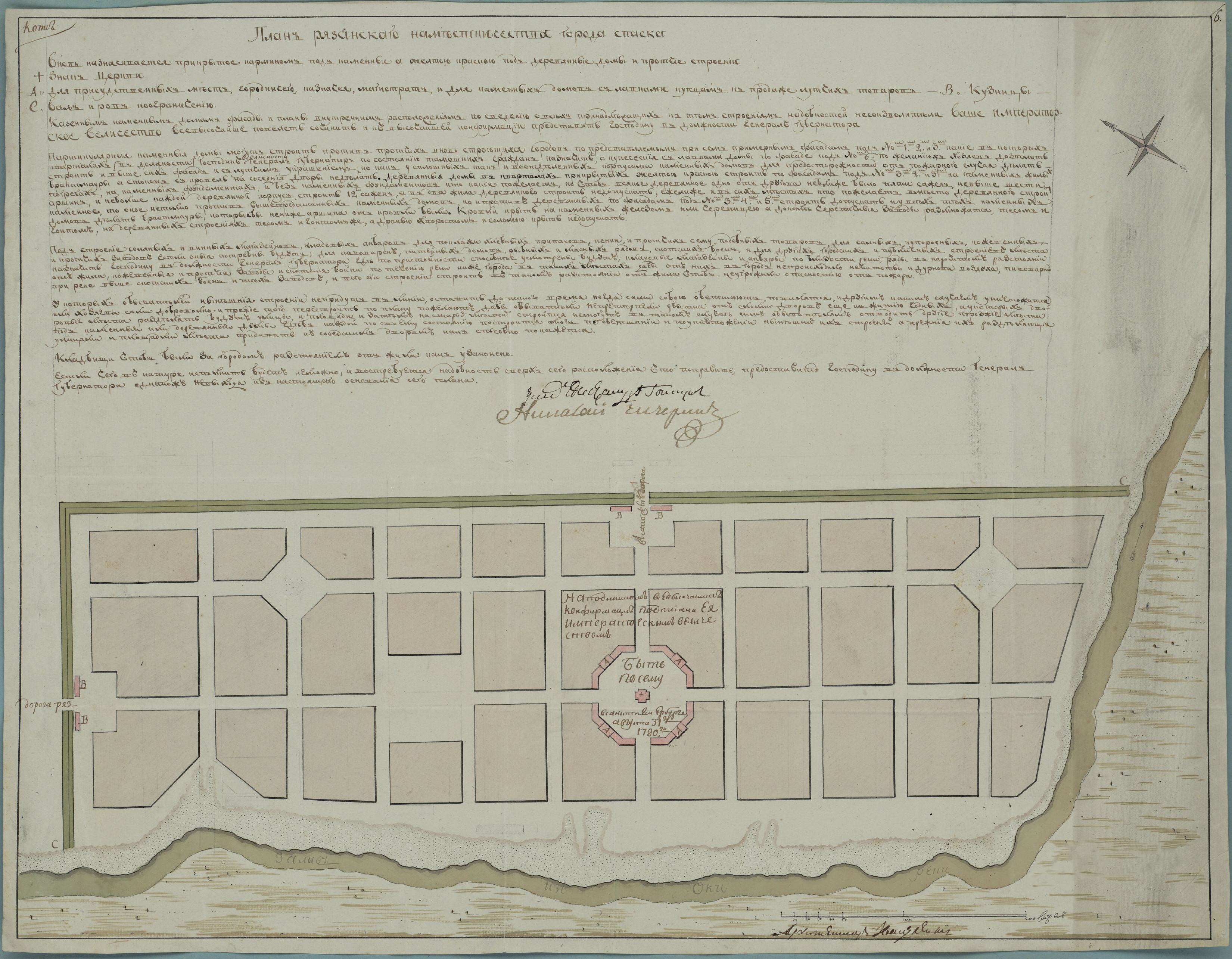
План Спасска-Рязанского, 1780 г.

В 1778 году указом императрицы Екатерины II была образована Рязанская губерния, и Спасск получил статус уездного города в её составе.
В 1929 году к имени «Спасск» было добавлено уточнение «Рязанский», чтобы отличать его от Спасска-Дальнего и других подобных населённых пунктов. Однако до сих пор город нередко (для краткости произношения) именуют Спасском.
Во время Великой Отечественной войны в Спасске-Рязанском с 27 октября 1941 по 22 сентября 1942 года дислоцировалось Военно-политическое училище Западного фронта.

## Население
| 1856  | 1859  | 1897  | 1906  | 1913  | 1926  | 1931  | 1939  | 1959  | 1970  | 1979  | 1989  |
| ----- | ----- | ----- | ----- | ----- | ----- | ----- | ----- | ----- | ----- | ----- | ----- |
| 4700  | ↘4570 | ↗4759 | ↗5499 | ↗6400 | ↘6286 | ↗6600 | ↗7341 | ↘7171 | ↗8434 | ↗9240 | ↗9835 |
| 1992  | 1996  | 1998  | 2001  | 2002  | 2003  | 2005  | 2006  | 2007  | 2009  | 2010  | 2011  |
| ↘9700 | ↘9400 | ↘9200 | ↘8900 | ↘8858 | ↗8900 | ↘8500 | ↘8300 | ↘8200 | ↘7892 | ↘7745 | ↘7700 |
| 2012  | 2013  | 2014  | 2015  | 2016  | 2017  | 2018  | 2019  | 2020  | 2021  | 2023  |       |
| ↘7487 | ↘7229 | ↘6971 | ↘6776 | ↘6613 | ↘6555 | ↘6553 | ↘6544 | ↗6558 | ↘5796 | ↘5705 |       |

На 1 января 2024 года по численности населения город находился на 1051-м месте из 1119 городов Российской Федерации.
Национальный состав
По итогам переписи населения 2020 года проживали следующие национальности (национальности менее 0,1 % и другое, см. в сноске к строке «Другие»):
| Национальность | Численность, чел. | Доля     |
| -------------- | ----------------- | -------- |
| Русские        | 5168              | 89,16 %  |
| Армяне         | 30                | 0,52 %   |
| Украинцы       | 27                | 0,47 %   |
| Азербайджанцы  | 12                | 0,21 %   |
| Узбеки         | 8                 | 0,14 %   |
| Татары         | 7                 | 0,12 %   |
| Другие         | 544               | 9,38 %   |
| Итого          | 5796              | 100,00 % |

## Экономика
В Спасске располагаются кожевенный завод и завод по производству мягкой мебели Rival.